# Zodiac Killer
Zodiac Killer was de codenaam van een vermoedelijke seriemoordenaar die actief was in Noord-Californië tussen december 1968 en (vermoedelijk) oktober 1969. Hij dankt de naam aan de brieven die hij tot 1974 naar een aantal kranten stuurde, waarin de afzender zichzelf Zodiac noemde.

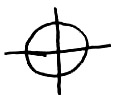
Het symbool dat de Zodiac Killer voor zichzelf gebruikte.

De brieven openden doorgaans met de zin "Dear Editor This is the Zodiac speaking" en waren ondertekend met een kruis door een cirkel, het zogenaamde Zodiac-teken, waarachter het aantal slachtoffers werd vermeld. Om de politie uit te dagen, vermeldde de moordenaar in elke brief ook  = aantal slachtoffers, SFPD = 0. SFPD staat voor San Francisco Police Department.
De Zodiac had het voornamelijk voorzien op jonge paartjes die afzondering hadden opgezocht. Hoewel hij in de brieven naar de kranten beweerde 37 mensen vermoord te hebben, kunnen er niet meer dan vijf moorden met zekerheid aan hem worden toegeschreven. Twee mannelijke slachtoffers overleefden een moordaanslag.
Ten minste twee seriemoordenaars zijn geïnspireerd geweest door de Zodiac Killer; Heriberto Seda, beter bekend als de New York City Zodiac copycat, en de 14-jarige jongen achter de Kobe child murders.

## Slachtoffers
De moorden en moordaanslagen op de volgende personen zijn volgens de politie aan de Zodiac Killer toe te schrijven:
- David Arthur Faraday, 17 jaar, en Betty Lou Jensen, 16 jaar: zij werden doodgeschoten op 20 december 1968 op de Lake Herman Road net binnen de gemeentegrens van Benicia.
- Michael Renault Mageau, 19 jaar, en Darlene Elizabeth Ferrin, 22 jaar: zij werden op identieke manier neergeschoten op 4 juli 1969 op de parkeerplaats van de Blue Rock Springs Golf Course in Vallejo. Darlene overleed in de ambulance op weg naar het Kaiser Foundation Hospital, Michael overleefde.
- Bryan Calvin Hartnell, 20 jaar, en Cecelia Ann Shepard, 22 jaar: zij werden neergestoken op 27 september 1969 op een eilandje dat tegenwoordig bekendstaat als "Zodiac Island" in Lake Berryessa in Napa County. De Zodiac Killer had hier een zwarte outfit met het "Zodiac-symbool" op zijn buik aan en een gemaskerde kap over zijn hoofd. Hartnell had zes steekwonden in de rug en overleefde de aanslag maar Shepard overleed twee dagen later aan 10 steekwonden in het Queen of the Valley Hospital in Napa.
- Paul Lee Stine, 29 jaar: neergeschoten op 11 oktober 1969 in Presidio Heights in San Francisco. Stine was taxichauffeur.

Naast deze gevallen zijn er nog andere moorden waarvan de Zodiac Killer verdacht wordt, waaronder die op Ray Davis in 1962, Robert Domingos en Linda Edwards in 1963, Cheri Jo Bates in 1966 en Donna Lass in 1970. In zijn brieven heeft de Zodiac Killer zelf de ontvoering van Kathleen Johns en haar 10 maanden oude baby in 1970 toegeëigend. In totaal bekent hij 37 moorden.

## Zodiac-brieven en cijfers
De Zodiac Killer stuurde tussen 1969 en 1978, tijdens het onderzoek, verschillende brieven, sommige met gecodeerde berichten. Van de vier cijfers die in 1969 en 1970 zijn ontvangen zijn er slechts twee ontcijferd. De encrypties en de sleutels waarmee ze worden gekraakt worden vernoemd naar het aantal symbolen waaruit ze bestaan met een Z ervoor. De twee ontbrekende encrypties zijn de Z13 en Z32. De eerste die werd gevonden, de Z408-sleutel, werd al binnen een week ontcijferd door een leraar en zijn vrouw. De Z408 werd in drie delen naar drie verschillende kranten gestuurd op 31 juli 1969. Alleen de vertaling van de laatste 18 symbolen is nog onbekend, meestal wordt dit deel van de encryptie Z18 genoemd. In 2020, na 51 jaar, werd een gecodeerd bericht ontcijferd dat in november 1969 naar de San Francisco Chronicle was gestuurd. Deze Z340-sleutel werd gevonden met behulp van computerberekeningen door een groep van drie amateur-codekrakers, waaronder een Belg. Er bleek onder meer in te staan: "Ik hoop dat jullie veel plezier hebben met proberen mij te vangen" en "Ik ben niet bang voor de gaskamer, omdat die me alleen maar sneller naar het paradijs zal brengen, omdat ik nu genoeg slaven heb om voor me te werken."

## Politieonderzoek
Shepard was voor haar vervoer naar het ziekenhuis nog in staat om een beschrijving van de dader te geven. Hartnell heeft zijn waarneming van het gebeurde later kunnen navertellen. Omdat de dader een masker droeg, gaven de beschrijvingen de politie niet veel aanknopingspunten. Getuigen van de moord op Paul Stine konden een beschrijving geven van de dader waarmee een politieschets gemaakt kon worden.
De politie onderzocht de mogelijke betrokkenheid van 2500 verdachten. De voornaamste verdachte was Arthur Leigh Allen, die in 1972 door de politie werd verhoord. Er bestonden aanwijzingen die op een verband tussen Allen en de moorden leken te wijzen. Drie huiszoekingen, in 1972, in 1991, en onmiddellijk na Allens dood in 1992, leverden geen bewijs op. Een vergelijking van het handschrift van Allen, vingerafdrukken, en een in 2002 uitgevoerde DNA-test met sporen van de Zodiac Killer, leverden geen link met Allen op.

## Latere verdachten
Ross Sullivan werd een potentiële verdachte door het mogelijke verband tussen de Zodiac Killer en de moord op Cheri Jo Bates in Riverside. Sullivan was bibliotheekassistent bij Riverside City College en werd verdacht door collega's die zeiden dat hij enkele dagen na de moord vermist was. Sullivan leek in die tijd erg op schetsen van de Zodiac Killer en droeg militaire laarzen, gelijk aan de voetafdrukken zoals die gevonden op de plaats delict van Lake Berryessa. Sullivan werd meerdere keren in het ziekenhuis opgenomen voor een bipolaire stoornis en schizofrenie.
Lawrence Klein, had later in zijn leven meerdere namen aangenomen o.a. Lawrence Kaye en Larry Kane. Hij is een veelgenoemde verdachte voor de Zodiac Killer. Kathleen Johns, die beweerde te zijn ontvoerd door de Zodiac Killer en in ieder geval 1,5 uur met haar ontvoerder in de auto heeft gezeten, selecteerde Kane uit een fotoreeks. Patrouilleofficier Don Fouke, die mogelijk de Zodiac Killer heeft gezien na de moord op Paul Stine, zei dat Kane sterk leek op de man die hij en Eric Zelms tegenkwamen. Kane werkte in hetzelfde hotel en casino in Nevada als mogelijk Zodiac-slachtoffer Donna Lass. En Darlene Ferrin’s zus heeft aangegeven dat Kane haar enige tijd stalkte voor haar moord. Kane werd gediagnosticeerd met een stoornis in de impulsbeheersing nadat hij hersenletsel had opgelopen bij een auto-ongeluk in 1962. Hij werd gearresteerd voor voyeurisme en rondsluipen.
In 2007 beweerde een zekere Dennis Kaufman dat zijn stiefvader Jack Tarrance de beruchte Zodiac Killer moest zijn. Hij stuurde verscheidene brieven en zelfs een capuchon die leek op die van de Zodiac Killer naar de FBI. DNA wees echter uit dat Tarrance onmogelijk de Zodiac Killer was.
In 2009 beweerde een gepensioneerde advocaat Robert Tarbox dat hij in de vroege jaren 70 een huurling zijn kantoor binnen kreeg die beweerde de Zodiac Killer te zijn. De man die momenteel een baantje had in de zeevaart beschreef in uitvoerige lijnen hoe hij de moorden had gepleegd en dat had Tarbox overtuigd dat hij de enige echte was. De man zei dat hij probeerde zichzelf te stoppen van zijn moorddadige psychoses, maar kwam daarna nooit meer bij Tarbox terug. Zijn verklaring waarom hij dertig jaar met dit verhaal wachtte was dat hij de naam van Arthur Leigh Allen als de hoofdverdachte wil zuiveren. Robert Graysmith, de schrijver van verscheidene boeken over de Zodiac-moorden, zei dat hij het verhaal van Tarbox enigszins plausibel acht.
In hetzelfde jaar zond MysteryQuest van The History Channel een aflevering die uitging van een zekere Richard Gaikowski, een krantenredacteur. 
Gaikowski, die van 1936 tot 2004 leefde, werkte indertijd voor Good Times, een subcultureel blaadje in San Francisco. Zijn uiterlijk leek sterk op de man die Nancy Slover, een overlevend slachtoffer, zag en bovendien meent ze dat de stem van Gaikowski sterk klonk als die van de Zodiac Killer.
Gepensioneerde politierechercheur Steve Hodel beweert in zijn boek The Black Dahlia Avenger dat zijn vader George Hill Hodel, die van 1907 tot 1999 leefde, de seriemoordenaar van onder anderen Elizabeth Short was. In zijn boek suggereert Hodel dat zijn vader ook heel wel mogelijk de Zodiac Killer kon zijn, gezien zijn stijl van schrijven.
De gepensioneerde Californische verkeersagent Lyndon Lafferty wees in 2005 een inwoner van Solano County die hij niet bij zijn echte naam maar bij het pseudoniem George Russell Tucker noemde, aan als de Zodiac Killer. Met andere gepensioneerde politiebeambten, die zich samen de Mandamus Seven noemden, ging Lafferty na waarom deze Tucker nooit door de politie werd nagetrokken. 'Tucker' overleed in 2012. Zijn echte naam is niet bekendgemaakt omdat hij door de politie nooit als verdachte werd aangemerkt.
In februari 2014 kwam een zekere Randy Kenney naar de voorgrond, die beweerde dat een vriend van hem in 2001 op zijn sterfbed had bekend dat hij de Zodiac Killer was. De vriend heette Louis Joseph Myers en Kenney heeft zijn verleden nagetrokken. Er zijn een aantal opvallende feiten. Myers zat op dezelfde school als de slachtoffers David Farraday en Betty Lou Jensen. Myers werkte indertijd in hetzelfde restaurant als het slachtoffer Darlene Ferrin. Myers was ook in het bezit van dezelfde legerkistjes die overeenkomen met de afdruk die bij Lake Berryessa werd gevonden. In de periode 1971-1973 waarin geen brieven van de Zodiac Killer werden ontvangen, zat Myers in militaire dienst bij de marine overzee. Kenney beweert dat Myers had gezegd dat hij jong verliefde stelletjes beschoot omdat hij zelf nooit succes had in de liefde. Hoewel rechercheurs sceptisch zijn, vinden ze het verhaal delicaat genoeg om te onderzoeken.
Het laatste bericht over de identiteit van de Zodiac Killer kwam binnen in oktober 2021 van The Case Breakers, een team van 40 voormalig professionele speurders. Zij kwamen tot de conclusie was dat het Gary Francis Poste moest wezen. Poste is in 2018 op tachtigjarige leeftijd overleden. Poste was een luchtmachtveteraan die schilder is geworden. Het coldcaseteam concludeert inderdaad wat opvallende feiten. Zo zou een horloge van Poste op de plaats delict zijn gevonden en had Gary dezelfde littekens op het voorhoofd als op de constructietekening. Zijn schoenmaat komt overeen met de schoenafdrukken die gevonden zijn op de plaats delict. En als laatste: er zijn aanwijzingen dat zijn naam in de gecodeerde berichten zou staan. Vreemd genoeg is dit niet de eerste keer dat Poste werd aangeduid als de mogelijke Zodiac Killer. In 2016 was hij al verdacht. Zijn schoondochter vond hem altijd een lugubere man. Het coldcaseteam vraagt nu DNA van de naaste familieleden van Poste voor een vergelijking met het DNA van de Zodiac Killer.

## Theorieën
Doordat de moordenaar nooit is gevonden en de zaak tot de verbeelding van het grote publiek sprak, verdiepte een aanzienlijke groep (amateur)speurders zich in de zaak.
Dat leidde tot een aantal theorieën over de identiteit en werkwijze van de Zodiac Killer:
- Er zijn mogelijk verbindingen met de groep rond Charles Manson, met name Bruce Davis, een lid van de "familie Manson". Davis geldt als verdachte voor een aantal moorden die mogelijk door de Zodiac gepleegd zijn.[14]
- Een van de andere verdachten was Theodore 'Ted' Kaczynski, de Unabomber. Een overeenkomst tussen de Zodiac en de Unabomber is het versturen van brieven met daarin raadsels opgenomen.[15]
- Een andere theorie is dat de Zodiac Killer zijn moorden baseerde op de dierenriem of Zodiac. De dierenriem bestaat uit een cirkel die in twaalf delen is verdeeld. De moorden zijn volgens die theorie op de radialen van een cirkel rond Mount Diablo, een berg van 1178 meter hoogte, gepleegd. Op 26 juni 1970 ontving de San Francisco Chronicle een brief van de Zodiac met een kaart waarbij Mount Diablo gemarkeerd was met het Zodiac-teken.[16] Op 26 juli schreef de Zodiac naar dezelfde krant: "The Mt. Diablo code concerns degrees + # inches along the degrees."[17] De locaties van een aantal moorden voldoen aan het criterium. Het probleem is dat er geen twaalf moorden aan de Zodiac toegeschreven kunnen worden. Veel van de moorden die de Zodiac Killer claimde, zijn volgens de politie niet door hem gepleegd.
- Een andere theorie is er een die het bestaan van een seriemoordenaar ontkent: de Zodiac Killer als zodanig bestaat niet, maar is een afleidingsmanoeuvre om de gang van zaken rond twee moorden te verduisteren, die vermoedelijk met drugshandel te maken hebben. Het gaat hierbij om de moorden op Darlene Elizabeth Ferrin en Paul Lee Stine. De Zodiac begon tussen deze twee moorden brieven te sturen. De andere moorden zijn vermoedelijk door andere daders gepleegd, maar werden door de Zodiac geclaimd om de politie op een dwaalspoor te brengen. Dat zou de reden zijn dat de Zodiac nooit is gevonden, want iemand die met alle zaken in verbinding kon worden gebracht, bestond niet.

## Films
De Zodiac Killer was de inspiratiebron voor een aantal films:
- The Zodiac Killer (1971)
- Zodiac Rapist (1971), pornografische horrorfilm
- Dirty Harry (1971), de seriemoordenaar "Scorpio" in de film is losjes gebaseerd op de Zodiac Killer
- The Exorcist III (1990), personage "Gemini Killer" in de film is losjes gebaseerd op de Zodiac Killer
- Zodiac Killer (2005)
- The Zodiac (2006)
- Curse of the Zodiac (2007)
- Zodiac (2007)
- Seven Psychopaths (2012), de Zodiac Killer is kort te zien in een flashback
- Awakening the Zodiac (2017)
- The Batman (2022) heeft een versie van de Riddler gebaseerd op de Zodiac Killer met een vergelijkbaar kostuum, symbool en het gebruik van een Halloween-kaart om iemand te bespotten

## Materiaal afkomstig uit de zaak

### Slachtoffers en plaats delict

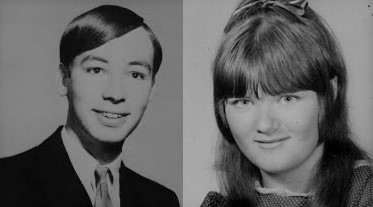
David Arthur Faraday en Betty Lou Jensen.
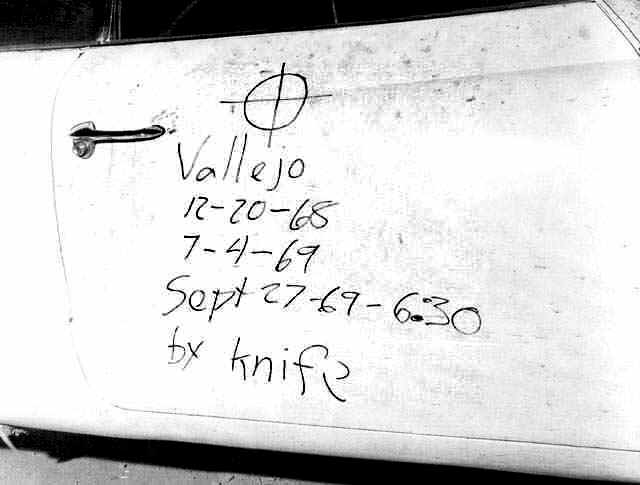
De gegevens van de eerste vier moorden die de Zodiac Killer op de autodeur van slachtoffer Bryan Hartnell achterliet.
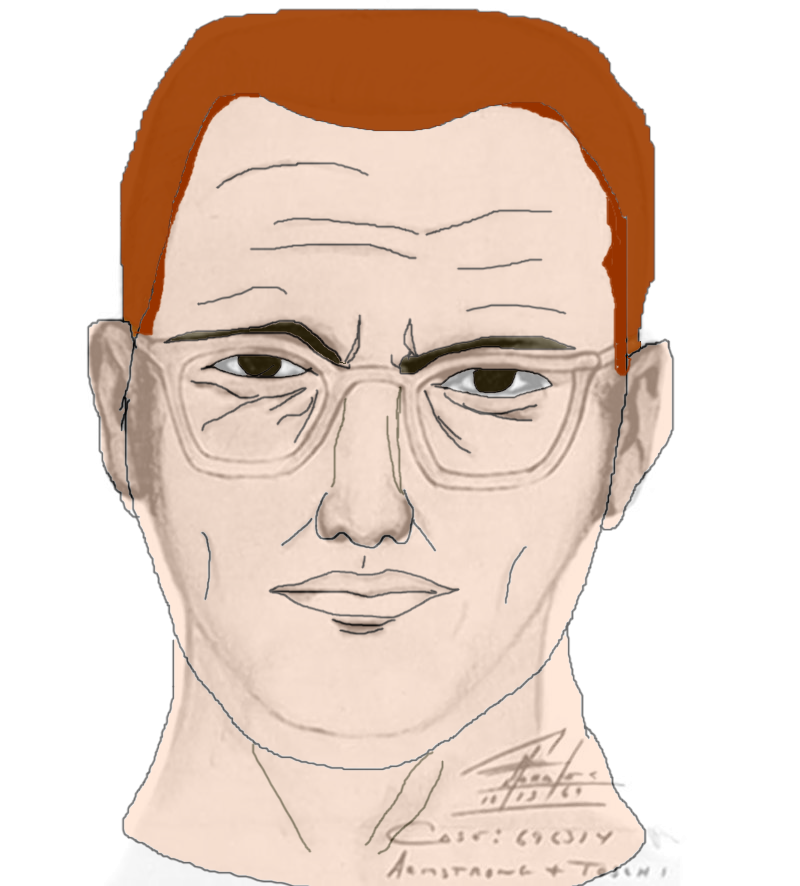
Schets van de Zodiac Killer bij de Paul Stine-moord naar aanleiding van een getuigenis.
Schets van de Zodiac Killer bij de Paul Stine-moord naar aanleiding van Don Fouke's getuigenis.
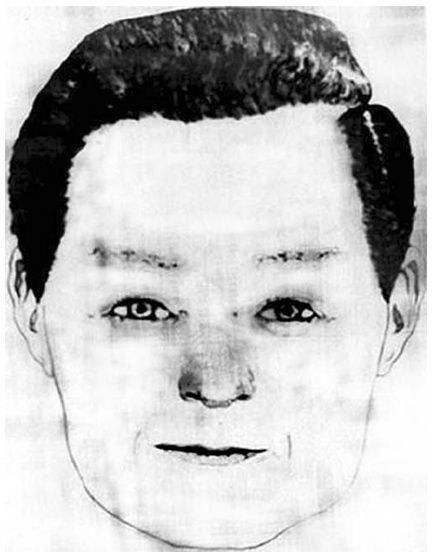
Schets van de Zodiac Killer bij de Lake Berryessa-moord naar een omschrijving van drie zonnende studentes.

### Brieven en cijfers

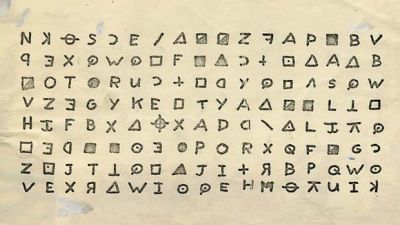
Deel dat was gestuurd naar de San Francisco Chronicle van de Z408-encryptie van 31 juli 1969.
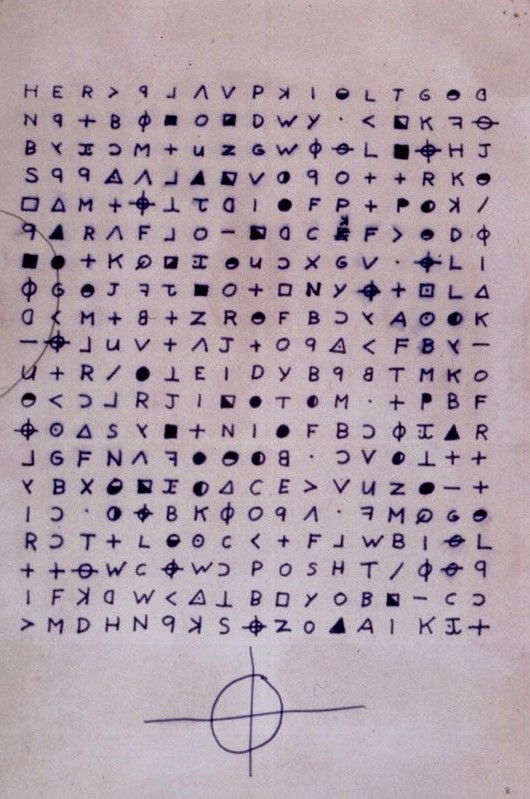
San Francisco Chronicle Z340-encryptie van 8 november 1969.
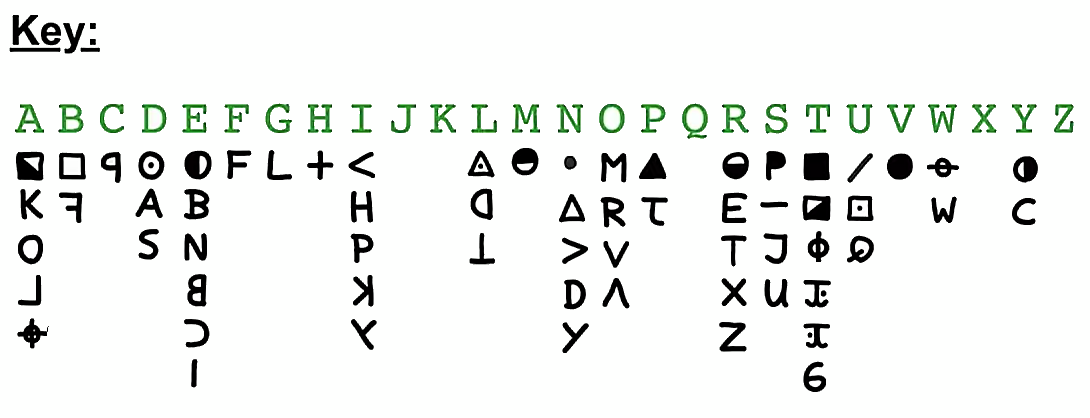
Z340-sleutel.
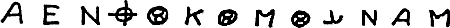
Encryptie van Zodiac's werkelijke naam volgens de Zodiac Killer, beter bekend als Z13. Voorafgaand aan de code staat “My name is ⎯⎯”.[18] Ontvangen door de San Francisco Chronicle op 20 april 1970.
- Zodiac Killer's "Dragon"-kaart[19] van 28 april 1970.
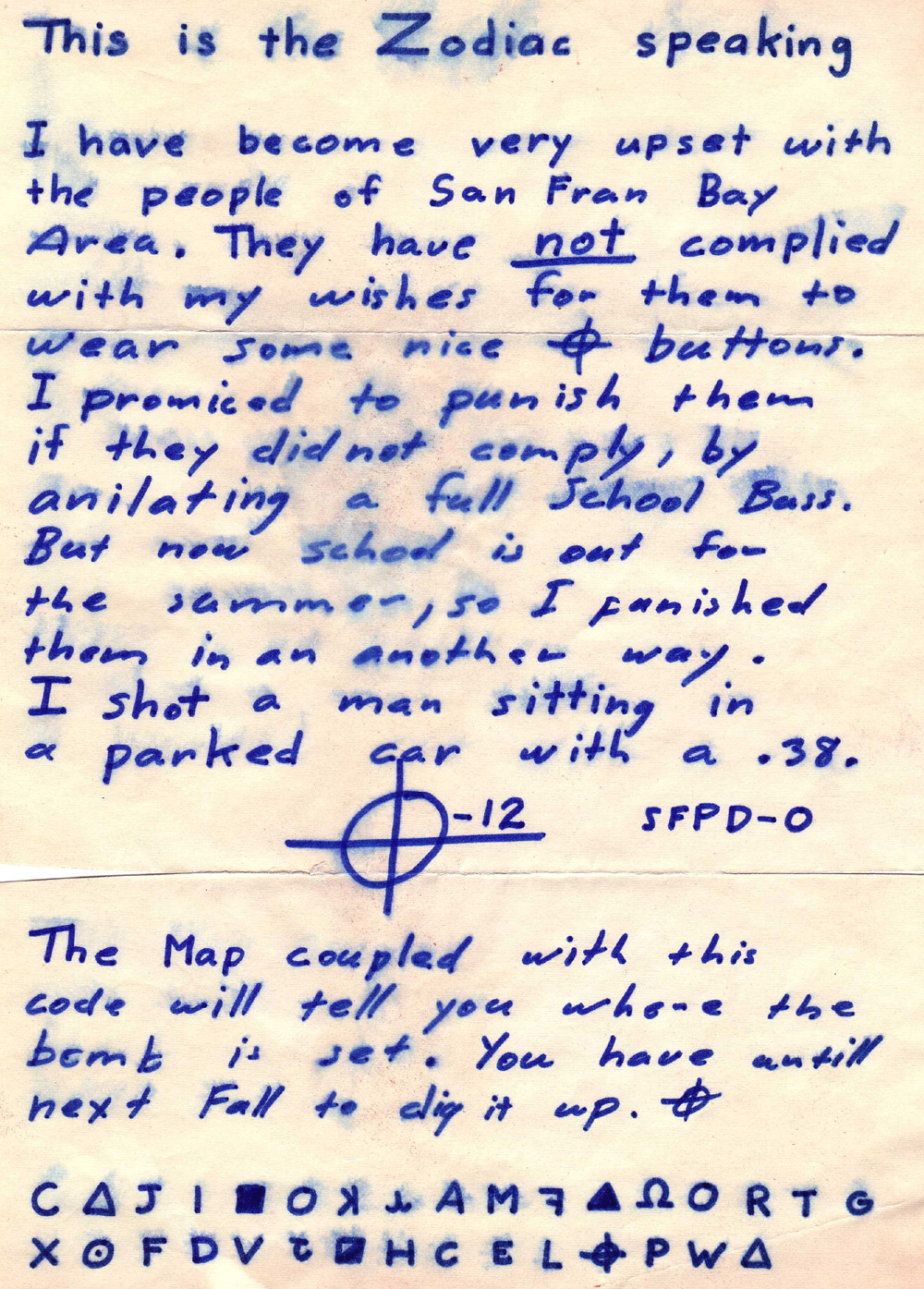
De Z32 ontvangen op 26 juni 1970. De Zodiac Killer beweerde dat de encryptie de locatie van een geplaatste bom vrijgeeft.
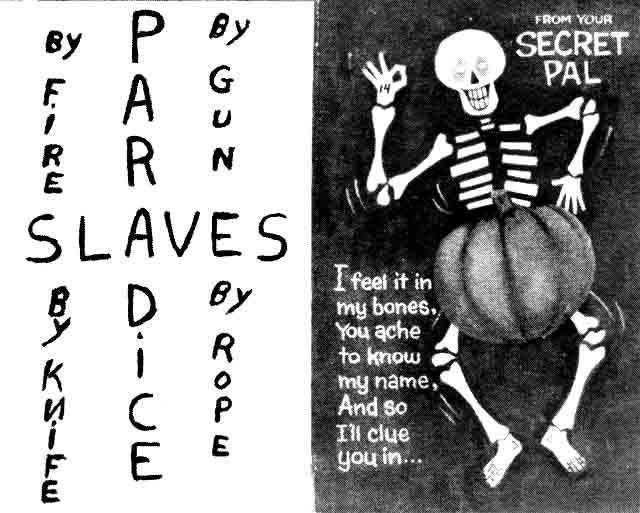
Halloween-kaart aan San Francisco Chronicle-redacteur Paul Avery op 27 oktober 1970.

### Ontsleutelde encrypties

#### Z408
I like killing people because it is so much fun. It is more fun than killing wild game in the forest because man is the most dangerous animal of all. To kill something gives me the most thrilling experience. It is even better than getting your rocks off with a girl. The best part of it is that when I die, I will be reborn in paradice and all that I have killed will become my slaves. I will not give you my name because you will try to slow down or stop my collection of slaves for my afterlife. Z18: ebeorietemethhpiti

#### Z340
I hope you are having lots of fun in trying to catch me. That wasn't me on the TV show, which brings up a point about me. I am not afraid of the gas chamber because it will send me to paradice all the sooner, because I now have enough slaves to work for me where everyone else has nothing when they reach paradice, so they are afraid of death. I am not afraid because I know that my new life is life will be an easy one in paradice death.

### Overzicht van ontvangen brieven
De brieven die ontvangen zijn door de media waarvan wordt gespeculeerd dat ze afkomstig zijn van de Zodiac Killer:
| Datum ontvangst  | Bijnaam                                   | Ontvanger                                                        | Aantal slachtoffers dat de Zodiac Killer opeist in de brief d.m.v. = #, SFPD = 0 |
| ---------------- | ----------------------------------------- | ---------------------------------------------------------------- | -------------------------------------------------------------------------------- |
| 31 juli 1969     | Z408, Z18                                 | San Francisco Chronicle, San Francisco Examiner en Vallejo Times | 3                                                                                |
| 4 augustus 1969  | Debuut-brief                              | San Francisco Examiner                                           |                                                                                  |
| 13 oktober 1969  | Stine-brief                               | San Francisco Chronicle                                          | 5                                                                                |
| 8 november 1969  | Dripping pen-kaart, Z340                  | San Francisco Chronicle                                          | 7                                                                                |
| 9 november 1969  | Bus bom-brief                             | San Francisco Chronicle                                          |                                                                                  |
| 20 december 1969 | Belli-brief                               | Melvin Belli (presentator tv-show)                               | 8                                                                                |
| 20 april 1970    | "My name is..."-brief, Z13                | San Francisco Chronicle                                          | 10                                                                               |
| 28 april 1970    | Dragon-kaart                              | San Francisco Chronicle                                          |                                                                                  |
| 26 juni 1970     | Button-brief, Z32 en Philips 66 map-brief | San Francisco Chronicle                                          | 12                                                                               |
| 24 juli 1970     | Kathleen Johns-brief                      | San Francisco Chronicle                                          |                                                                                  |
| 26 juli 1970     | "Little list"-brief                       | San Francisco Chronicle                                          | 13                                                                               |
| 5 oktober 1970   |                                           | San Francisco Chronicle                                          | 13                                                                               |
| 27 oktober 1970  | Halloween-brief                           | Paul Avery (redacteur San Francisco Chronicle)                   | 14                                                                               |
| 13 maart 1971    | Los Angeles Times-brief                   | Los Angeles Times                                                | 17                                                                               |
| 22 maart 1971    | "Sierra Club"-kaart, Lake Tahoe-kaart     | Paul Avery (redacteur San Francisco Chronicle)                   |                                                                                  |
| 29 januari 1974  | Exorcist-brief                            | San Francisco Chronicle                                          | 37                                                                               |
| 14 februari 1974 | SLA-kaart                                 | San Francisco Chronicle                                          |                                                                                  |
| 8 mei 1974       | Citizen-kaart                             | San Francisco Chronicle                                          |                                                                                  |
| 8 juli 1974      | Red Phantom-brief                         | San Francisco Chronicle                                          |                                                                                  |